# Chris Froome
Chris Froome, właśc. Christopher Froome OBE (ur. 20 maja 1985 w Nairobi) – brytyjski kolarz szosowy. Dwukrotny brązowy medalista olimpijski i wicemistrz świata, czterokrotny zwycięzca Tour de France, dwukrotny zwycięzca Vuelta a España oraz zwycięzca Giro d’Italia. Jeden z 7 kolarzy w historii, którzy wygrali wszystkie Wielkie Toury.

## Kariera
Jest kolarzem profesjonalnym od 2008 roku. Jego największe sukcesy to pierwsze miejsce w klasyfikacji generalnej Tour de France – w 2013, 2015, 2016 oraz 2017. Zwyciężał również w pozostałych dwóch Wielkich Tourach: w 2017 w Vuelta a España, a w 2018 w Giro d’Italia.
W 2010 dołączył do zespołu Team Sky. W tym roku w mistrzostwach Wielkiej Brytanii w jeździe na czas przegrał tylko z Bradleyem Wigginsem. W 2011 w Vuelta a España miał być pomocnikiem lidera grupy – Wigginsa. Na 10. etapie w jeździe indywidualnej na czas zajął drugie miejsce (za Tonym Martinem, a przed Wigginsem) i objął prowadzenie w klasyfikacji generalnej. Na 11. etapie stracił prowadzenie na rzecz Wigginsa. Na 15. etapie Froome nadawał tempo grupie goniącej uciekającego samotnie Juana José Cobo, który został tego dnia liderem wyścigu. Froome pozostał na drugim miejscu, wyprzedzając Wigginsa, który odpadł z goniącej grupy na podjeździe pod Angliru. Na 17. etapie zaatakował na ostatnim podjeździe, próbując odzyskać koszulkę lidera. Został jednak doścignięty przez Cobo, który utrzymał nad nim 13 s przewagi. Po zdyskwalifikowaniu Cobo za stosowanie dopingu po latach przyznano mu zwycięstwo w wyścigu.
We wrześniu 2011 podpisał nowy trzyletni kontrakt z zespołem Sky. W barwach nowego zespołu zdobył brązowy medal w drużynowej jeździe na czas na mistrzostwach świata we Florencji w 2013 roku. Sezon 2013 zakończył na drugim miejscu w klasyfikacji indywidualnej UCI World Tour. Na rozgrywanych rok wcześniej igrzyskach olimpijskich w Londynie zdobył brązowy medal w indywidualnej jeździe na czas, przegrywając tylko z Wigginsem i Martinem.

## Najważniejsze osiągnięcia
2007
- 1. miejsce na 6. etapie Tour of Japan

2008
- 2. miejsce w Giro del Capo

2009
- 1. miejsce w drugim wyścigu Giro del Capo[1]

2010
- 2. miejsce w Mistrzostwach Wielkiej Brytanii (jazda ind. na czas)

2011
- 1. miejsce w Vuelta a España
  - 1. miejsce na 17. etapie
- 3. miejsce w wyścigu Tour of Beijing

2012
- 2. miejsce w Tour de France
  - 1. miejsce na 7. etapie
- 4. miejsce w Critérium du Dauphiné
- 3. miejsce w igrzyskach olimpijskich  (jazda ind. na czas)
- 4. miejsce w Vuelta a España

2013
- 1. miejsce w Tour of Oman
  - 1. miejsce na 5. etapie
- 2. miejsce w Tirreno-Adriático
  - 1. miejsce na 4. etapie
- 1. miejsce w Critérium International
  - 1. miejsce na 3 etapie
- 1. miejsce w Tour de Romandie
  - 1. miejsce na prologu
- 1. miejsce w Critérium du Dauphiné
  - 1. miejsce na 5. etapie
- 1. miejsce w Tour de France
  - 1. miejsce na 8., 15. i 17. etapie
- 3. miejsce w mistrzostwach świata (wyścig drużynowy na czas)

2014
- 1. miejsce w Tour de Romandie
  - 1. miejsce na 5. etapie
- 1. miejsce w Tour of Oman
  - 1. miejsce na 5. etapie
- 6. miejsce w Volta a Catalunya
- 1. miejsce na 1. (ITT) i 2. etapie Critérium du Dauphiné
  -  1. miejsce w klasyfikacji punktowej
- 2. miejsce w Vuelta a España

2015
- 1. miejsce w Vuelta a Andalucía
  - 1. miejsce na 4. etapie
- 3. miejsce w Tour de Romandie
- 1. miejsce w Critérium du Dauphiné
  - 1. miejsce na 7. i 8. etapie
- 1. miejsce w Tour de France
  -  1. miejsce w klasyfikacji górskiej
  - 1. miejsce na 10. etapie

2016
- 8. miejsce w Volta Ciclista a Catalunya
- 1. miejsce na 4. etapie Tour de Romandie
- 1. miejsce w Critérium du Dauphiné
  - 1. miejsce na 5. etapie
- 1. miejsce w Tour de France
  - 1. miejsce na 8. i 18. (ITT) etapie
- 3. miejsce w igrzyskach olimpijskich  (jazda ind. na czas)
- 2. miejsce w Vuelta a España
  - 1. miejsce na 11. i 19. (ITT) etapie

2017
- 4. miejsce w Critérium du Dauphiné
- 1. miejsce w Tour de France
- 1. miejsce w Vuelta a España
  - 1. miejsce na 9. i 16. (ITT) etapie
  -  1. miejsce w klasyfikacji punktowej
  -  1. miejsce w klasyfikacji kombinowanej
- 3. miejsce w mistrzostwach świata (jazda druż. na czas)
- 3. miejsce w mistrzostwach świata (jazda ind. na czas)

2018
- 1. miejsce w Giro d’Italia
  -  1. miejsce w klasyfikacji górskiej
  - 1. miejsce na 14. i 19. etapie
- 3. miejsce w Tour de France

## Starty w Wielkich Tourach
| Grand Tour | 2008 | 2009 | 2010 | 2011 | 2012 | 2013 | 2014 | 2015 | 2016 | 2017 | 2018 | 2019 | 2020 | 2021 | 2022 |
| ---------- | ---- | ---- | ---- | ---- | ---- | ---- | ---- | ---- | ---- | ---- | ---- | ---- | ---- | ---- | ---- |
| Giro       | -    | 34.  | DSQ  | -    | -    | -    | -    | -    | -    | -    | 1.   | -    | -    | -    | -    |
| Tour       | 83.  | -    | -    | -    | 2.   | 1.   | DNF  | 1.   | 1.   | 1.   | 3.   | -    | -    | 133. | DNF  |
| Vuelta     | -    | -    | -    | 2.   | 4.   | -    | 2.   | DNF  | 2.   | 1.   | -    | -    | 98.  | -    | 114. |

## Rankingi
| Rok              | 2007 | 2008 | 2009 | 2010 | 2011 | 2012 | 2013 | 2014 | 2015 | 2016 | 2017 | 2018 | 2019  | 2020 | 2021  | 2022  | 2023  |
| ---------------- | ---- | ---- | ---- | ---- | ---- | ---- | ---- | ---- | ---- | ---- | ---- | ---- | ----- | ---- | ----- | ----- | ----- |
| UCI World Tour   |      |      |      |      | 15.  | 7.   | 2.   | 7.   | 6.   | 3.   | 2.   | 9.   |       |      |       |       |       |
| World Ranking    |      |      |      |      |      |      |      |      |      | 2.   | 2.   | 15.  | 1195. | -    | 2339. | 1139. | 2317. |
| UCI Europe Tour  | 571. | 315. | 533. |      |      |      |      |      |      | -    | -    | 337. | 837.  | -    | 1561. | 807.  | -     |
| UCI Asia Tour    | 108. | -    | -    |      |      |      |      |      |      | -    | -    | -    |       |      |       |       |       |
| UCI America Tour | -    | -    | -    |      |      |      |      |      |      | 10.  | -    | -    |       |      |       |       |       |
| UCI Oceania Tour | -    | -    | 13.  |      |      |      |      |      |      | 8.   | 22.  | -    |       |      |       |       |       |
| UCI Africa Tour  | 122. | 38.  | 23.  |      |      |      |      |      |      | -    | -    | -    |       |      |       |       |       |
|                  |      |      |      |      |      |      |      |      |      |      |      |      |       |      |       |       |       |
| Źródło: UCI      |      |      |      |      |      |      |      |      |      |      |      |      |       |      |       |       |       |